# Береговая (Костромская область)
Береговая — деревня в Мантуровском районе Костромской области, в составе Леонтьевского поселения. На уровне муниципального устройства входит в состав городского округа города Мантурово, до 2018 года входила в состав Леонтьевского сельского поселения Мантуровского муниципального района.

## История
В 1966 г. указом президиума ВС РСФСР деревня Вшивки переименована в Береговая.

## Население
| 2008 | 2010 | 2014 |
| ---- | ---- | ---- |
| 13   | ↗18  | ↘5   |